# سائه‌کو (بازیگر)
سائه‌کو (انگلیسی: Saeko؛ زادهٔ ۱۶ نوامبر ۱۹۸۶) بازیگر، شخصیت تلویزیونی و مدل اهل ژاپن است که تعدادی نقش مکمل در فیلم‌ها و درام‌های تلویزیونی داشته‌است.
از فیلم‌هایی که وی در آن نقش داشته‌است، می‌توان به مثل یک اژدها و نانا اشاره کرد.